# Kamienica przy ul. 3 Maja 7 w Sanoku
Kamienica przy ul. 3 Maja 7 w Sanoku – budynek położony w Sanoku.
Pierwotnie budynek pochodzi z XVIII wieku. Pochodzący z Sanoka Jan Hydzik, syn Pawła, absolwent farmacji na Uniwersytecie Lwowskim, otrzymał w 1897 koncesję na prowadzenie drogerii w Sanoku (w tym czasie istniały w mieście już dwie apteki, co uniemożliwiło Hydzikowi założenie kolejnej). Początkowo prowadził sklep na końcu ulicy 3 Maja. Na przełomie 1909/1910 nabył od właściciela Zilbermana dom drewniany przy ul. 3 Maja 7, przebudował go w kamienicę, w której na parterze założył swój sklep, a na piętrze powstały mieszkania. Tym samym został utworzony sklep pod nazwą pod szyldem „Mgr. Jan Hydzik. Droguerya i perfumerya – wina i wody mineralne”. Sklep Jana Hydzika działał w okresie zaboru austriackiego w ramach autonomii galicyjskiej przed 1914. Jan Hydzik był także wydawcą pocztówek. Po śmierci Jana Hydzika (1931) sklep przejęły jego żona Maria i córka Helena Czyż. W latach 30. XX wieku sklep nadal działał pod nazwą „Mgr Jan Hydzik”. W latach 30. w budynku działało także biuro ogłoszeń, które prowadziła Maria Hydzik. Przed 1939 budynek także mieścił się pod numerem 7. 
Fasada parteru (sklepu) oraz wyposażenie wnętrza sklepu, wykonane z drewna, zachowały się do obecnych czasów. 
W 1972 obiekt pod ówczesnym adresem 22 Lipca 7 został włączony do uaktualnionego wówczas spisu rejestru zabytków Sanoka. Wynikiem działań Komisji Opieki nad Zabytkami, powstałej przy oddziale PTTK w Sanoku, w 1978 umieszczono na fasadzie budynku tablicę informującą o zabytkowym charakterze obiektu.
W budynku otwarto punkt handlowy pod nazwą „"1001 Drobiazgów" Romuald Czyż”, który prowadzi Romuald Czyż, syn Heleny.